# Куропта (населённый пункт)
Куропта — сельский населённый пункт в Мурманской области России. Входит в Ковдорский район (муниципальный округ), самый малочисленный населённый пункт в его составе. 

## География
Расстояние от районного центра 20  км. Сообщение с другими населёнными пунктами автомобильным или железнодорожным транспортом (в посёлке имеется одноимённая станция). Расположен на правом берегу реки Ёна.
Включён в перечень населённых пунктов Мурманской области, подверженных угрозе лесных пожаров.

## История
Название посёлка в переводе с северных наречий означает «леса, где много куропаток». Основное население — пенсионеры, не имеющие возможности переехать в Ковдор или на «большую землю». По соотношению уровня доходов населения и коммунальных плат Куропта — один из самых дорогих населённых пунктов в России.
Основным предприятием являлось АО «Ковдорский леспромхоз», в настоящее время предприятие ликвидировано. В посёлке имеются клуб, библиотека и больница. По словам бывшего главы городского округа Л. И. Домбровского, посёлок необходимо закрывать, а население срочно переселять.
В мае 2019 года в Куропте произошёл крупный пожар. 3 дома сгорели.
Принято решение официально закрыть посёлок, так как содержать его экономически не выгодно.

## Население
| 2002 | 2010 |
| ---- | ---- |
| 211  | ↘90  |

Численность населения, проживающего на территории населённого пункта, по данным Всероссийской переписи населения 2010 года составляет 90 человек, из них 36 мужчин (40 %) и 54 женщины (60 %). В 2002 году в посёлке проживало 211 жителей.